# Angelica Balabanoff
Angelica Balabanoff (in russo Анжелика Исааковна Балабанова?, Anželika Isaakovna Balabanova, in ucraino Анжеліка Ісааківна Балабанова?; Černigov, 4 agosto 1878 – Roma, 25 novembre 1965) è stata un'attivista e politica russa naturalizzata italiana.
Già segretaria del Comintern, divenne leader politica in Italia nel dopoguerra.

## Biografia

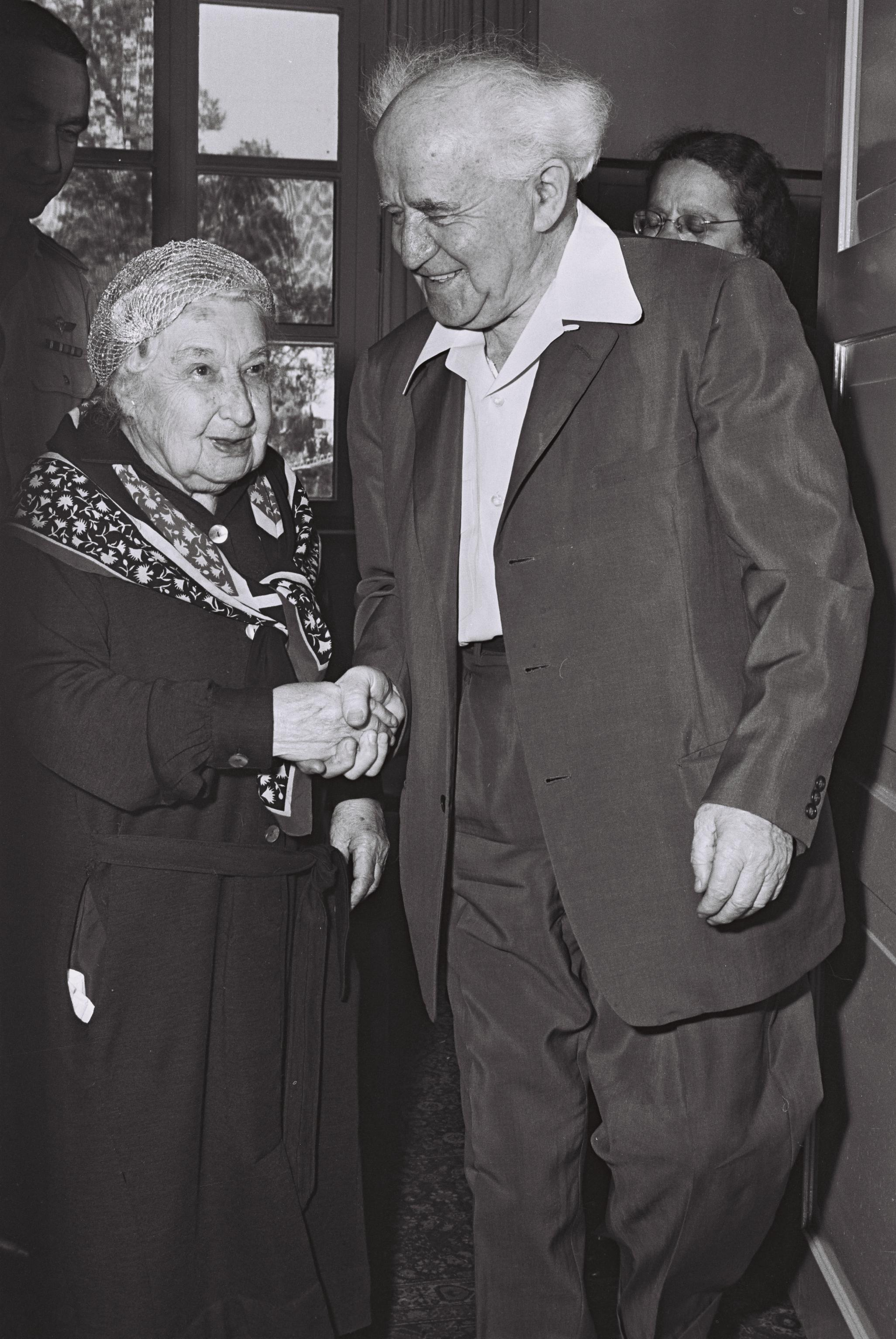
Angelica Balabanoff con David Ben Gurion a Tel Aviv nel 1962

Nata a Černigov (città dell'Impero russo, oggi Černihiv in Ucraina) da una famiglia benestante di origine ebraica, Angelica Balabanoff (conosciuta anche come  Balabanov o Balabanova) iniziò gli studi in patria ma li proseguì all'estero, in Svizzera, Belgio e Germania, paesi nei quali l'istruzione superiore e universitaria non era preclusa alle donne, familiarizzandosi con le idee del radicalismo politico. A Bruxelles si laureò in lettere e filosofia ed ebbe i primi contatti con alcuni esponenti dell'ambiente socialista internazionale, tra cui il professor Augsmans, sindaco socialista della città, l'avvocato Umberto Zanni, August Bebel e Clara Zetkin.
Nel 1900 giunse a Roma, dove divenne allieva di Antonio Labriola. Si iscrisse al Partito Socialista Italiano e, in seguito, si prodigò in Svizzera a favore degli operai italiani delle industrie tessili. Lì conobbe il giovane Benito Mussolini, con cui ebbe una breve relazione (fu la prima delle due amanti ebree del futuro duce; la seconda sarebbe stata l'intellettuale Margherita Sarfatti).
Nel 1904, con Maria Giudice, fondò a Lugano il giornale Su, compagne, rivolto alle donne proletarie. Tornata di nuovo in Italia, trasferì la sede del giornale a Venezia. Dal 1912 al 1917 fece parte della direzione del Partito socialista e alla fine del 1912 affiancò Mussolini nella direzione del quotidiano del PSI Avanti!.
Allo scoppio della prima guerra mondiale si schierò a fianco di Clara Zetkin con la parola d'ordine di "guerra alla guerra", una posizione di assoluto pacifismo che sostenne anche nella Conferenza di Zimmerwald. Durante la guerra passò un periodo nella neutrale Svezia, dove si affiliò al neonato Partito della Sinistra Socialdemocratica e divenne sodale dei leader comunisti svedesi Ture Nerman, Fredrik Ström, Zeth Höglund e Kata Dalström.
Dopo aver conosciuto in Svizzera Lenin, allo scoppio della Rivoluzione russa nel 1917, Angelica Balabanoff aderì al bolscevico Partito Operaio Socialdemocratico Russo e si trasferì in Russia, ricoprendo importanti incarichi nel partito. Secondo Emma Goldman, la Balabanoff fu presto disillusa dallo stile del socialismo russo, avendo ormai "messo radici nel suolo d'Italia", e dal dover vivere temporaneamente a palazzo Narishkin.
Nel biennio 1919–1920 fu segretaria della Terza internazionale comunista, lavorando a stretto contatto, oltre che con lo stesso Lenin, con Lev Trotsky, Stalin, Grigorij Zinov'ev, Emma Goldman e altri. A seguito della Rivolta di Kronštadt, nel 1921, ebbe profonde divergenze con Lenin, Trotsky e tutta la dirigenza del Partito bolscevico e, alla fine del 1921, decise di lasciare la Russia. Andò prima in Svezia, poi si trasferì a Vienna, dove poteva sentirsi più vicina ai socialisti italiani, riprendendo i contatti con Giacinto Menotti Serrati. Dopo che questi ebbe lasciato il partito socialista per aderire al PCdI, la Balabanoff guidò l'ala massimalista del partito socialista, stando in Francia, fino al suo espatrio negli USA, avvenuto nel 1935. Nel periodo del regime fascista, soggiornò in Svizzera (dove continuò a pubblicare l'Avanti!), a Parigi e a New York, facendo ritorno in Italia solo alla fine della seconda guerra mondiale. Nel 1947 aderì al Partito Socialdemocratico Italiano (PSLI, poi PSDI) di Giuseppe Saragat, nato dalla scissione di Palazzo Barberini.
Morì a Roma nel 1965 all'età di 87 anni.

## Opere
- Il vostro Dovere in tempo di Elezioni: Alle Proletarie. Lugano: Cooperativa Tipografica Sociale, 1904.
- Neskol'ko slov ob agitatsii: Pis'mo-lektsiia (Qualche parola sull'agitazione. Lezione per corrispondenza). Mosca: Gosudarstvennoe Izdatel'stvo, 1920.
- Svetloi pamiati Iakova Mikhailovicha Sverdlova. (Alla memoria benedetta di Iakov Mikhailovich Sverdlov). Mosca: Gosudarstvennoe Izdatel'stvo, 1920.
- Dalla schiavitù alla libertà. Doveri e diritti dei comunisti nella prima Repubblica del lavoro, Mosca: Gosudarstvennoe Izdatel'stvo, 1920 / Milano, Avanti!, 1921.
- Iz lichnykh vospominanii Tsimmerval'dtsa (Dalle memorie personali degli Zimmerwaldisti). Leningrado-Mosca: Izdatel'stvo "Kniga," 1925.
- Erinnerungen und Erlebnisse, Berlin, E. Laubsche Verlagsbuchhandlung, 1927.
- Erziehung der Massen zum Marxismus. Psychologisch-pädagogische Betrachtungen (Educare le masse al marxismo: considerazioni psicologico-pedagogiche), Berlin, E. Laubsche, 1927.
- Marx und Engels als Freidenker in ihren Schriften. Ein Hand- und Kampfesbuch (Marx ed Engels come liberi pensatori nei loro scritti). Berlin: Der Freidenker, 1930.
- Wesen und Werdegang des italienischen Faschismus, Wien, Hess & Co., 1931.
- Memorie, Milano-Parigi, Avanti!, 1931.
- Sozialismus als Weltanschauung (Il socialismo come visione del mondo). Berlin: Dt. Freidenkerverband, c. 1932.
- Caduti per noi, caduti per voi. New York: Edizione "La Fiaccola," c. 1935.
- My Life as a Rebel (La mia vita da ribelle). London: Hamish Hamilton, 1938.
- Traitor: Benito Mussolini and his "Conquest" of Power. New York: G. Popolizio, c. 1942.
- Tears (Lacrime), New York, E. Laub / Chicago: Jay Bass, 1943.
- Il traditore Mussolini, Roma-Milano, Avanti!, 1945.
- Ricordi di una socialista, Roma, De Luigi, 1946.
- Lenin visto da vicino, Roma, Opere nuove, 1959; 1990; Milano, SugarCo, 1980. (Impressions of Lenin, Isotta Cesari, trans., Ann Arbor, University of Michigan Press, 1964.)
- La mia vita di rivoluzionaria, Milano, Feltrinelli, 1979.

## Riconoscimenti e memoria
- Alla memoria della Balabanoff è dedicato il libro The Dinner Party di Judy Chicago.[4]

- Nel 2015 il comune di Milano ha deciso l'iscrizione del suo nome nel Famedio cittadino, all'interno del Cimitero Monumentale[5].

- A Roma le sono stati dedicati un istituto comprensivo e una via.

## Nella cultura di massa
- L'incontro fortuito di Andrea Camilleri con l'anziana rivoluzionaria è citato nel libro-intervista con lo scrittore siciliano I racconti di Nenè[6] e nel primo capitolo dal titolo "Angelica" in Donne, sempre dell'autore siciliano.

- Angelica Balabanoff è uno dei personaggi principali della fiction televisiva RAI del 1993, Il giovane Mussolini, interpretata da Susanne Lothar.